# Belcodène
Belcodène település Franciaországban, Bouches-du-Rhône megyében. Lakosainak száma 1978 fő (2022. január 1.). Belcodène La Bouilladisse, Fuveau, Gréasque, Peynier és Peypin községekkel határos.

## Népesség
A település népességének változása:
| Lakosok száma | 195  | 542  | 865  | 1697 | 1861 | 1906 | 1898 | 1916 | 1917 | 1978 |
|               | 1968 | 1982 | 1990 | 2006 | 2013 | 2015 | 2017 | 2019 | 2020 | 2022 |